# Hipódromo Central de Moscú
El Hipódromo Central de Moscú (en ruso: Центральный Московский ипподром) es uno de los más grandes hipódromos rusos, sólo ligeramente inferior a los de Rostov, Krasnodar y el hipódromo en Kazán. Es el más antiguo del país y la primera pista de carreras de caballos en su clase en el mundo, siendo fundado en 1834. Hipódromo de Moscú es un espacio público y la base científica del vertedero y el Instituto de Cría Experimental. En la pista se abrió una escuela de equitación. Hipódromo está cerca a una estación del metro de Moscú, Begovaya («Беговая»).